# Григорий I (герцог Неаполя)

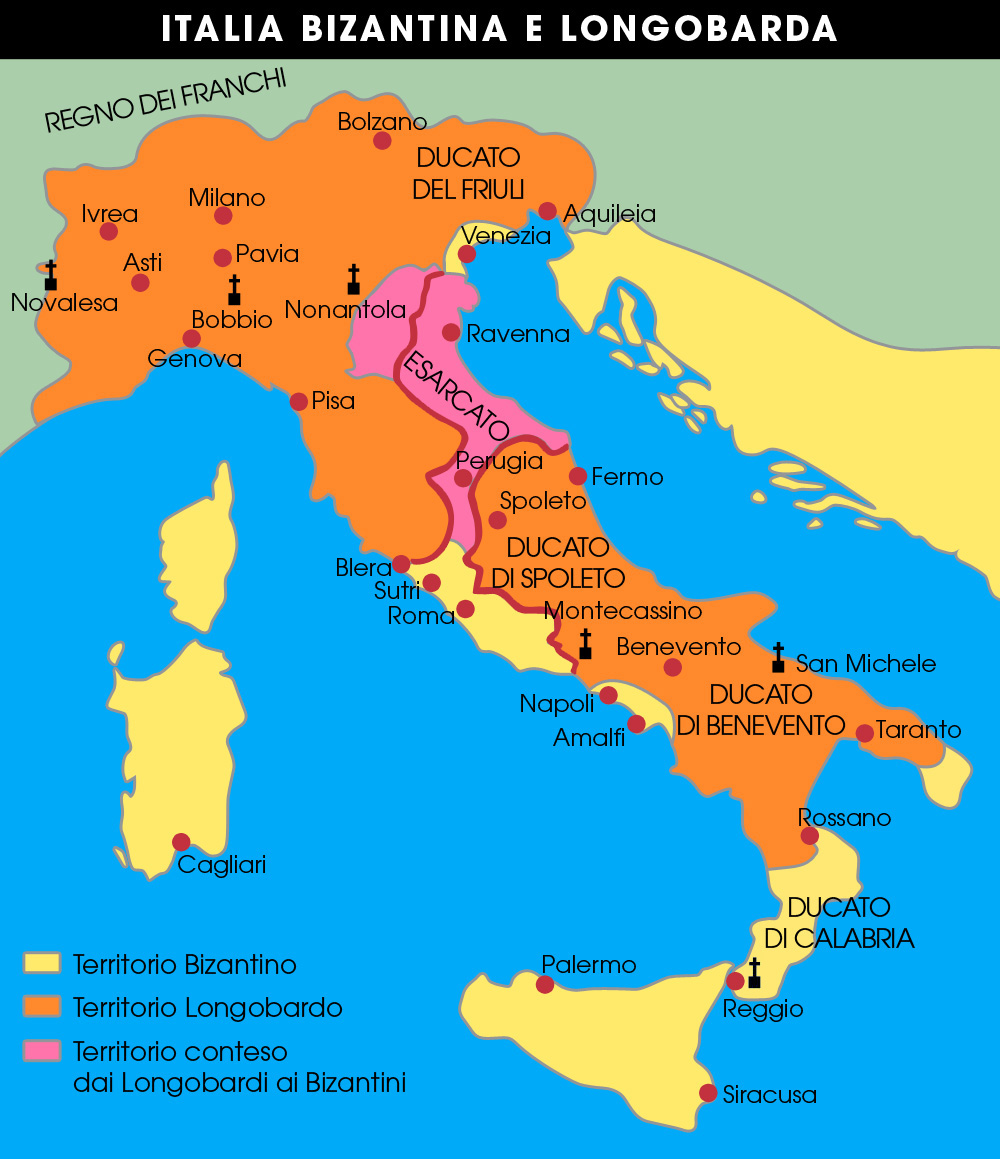
Апеннинский полуостров в первой половине VIII века

Григорий I (лат. Gregorius I, итал. Gregorio I; умер в 755) — герцог Неаполя (739—755).

## Биография
Основной раннесредневековый исторический источник, сообщающий о Григории I — «Хроника герцогов Беневенто, Салерно, Капуи и Неаполя». Согласно ей, он получил власть над Неаполитанским герцогством в 739 году после смерти Георгия. В современных ему документах Григорий I упоминается с титулом ипат и спафарий. Он был последним правителем Неаполя, получившим согласие на вступление в должность герцога от византийского императора.
О правлении Григория I, в обязанности которого входил контроль побережья Апеннинского полуострова от Террачины на севере и до Мессинского пролива на юге, известно не очень много. При нём в Неаполе продолжалось иконоборческое движение, зачинщиками которого были сначала византийский император Лев III Исавр, а затем его сын и наследник Константин V. Однако о беспорядках на религиозной почве в городе в то время в источниках ничего не сообщается. Также отсутствуют сведения и о какой-либо военной активности неаполитанцев в правление Григория I. Известно, что после захвата в 751 году Равеннского экзархата наместником императора в итальянских владениях Византии стал стратиг Сицилии. Однако к середине VIII века правители Неаполитанского герцогства уже добились значительной самостоятельности от императорского двора в Константинополе, являясь в своих владения почти полностью самостоятельными властителями.
По «Хронике герцогов Беневенто, Салерно, Капуи и Неаполя», Григорий I правил Неаполитанским герцогством пятнадцать лет и пятнадцать дней и скончался в 755 году. Его преемником в должности был Стефан II.